# Карло Кнол
Карло Кнол (1880 — 1915) био је један од водећих београдских грађевинара почетком 20. века. Посебно се истакао у грађењу објеката у стилу сецесије, а најпознатија грађевина коју је, са својим мајсторима Црнотравцима, сазидао је хотел Москва у Београду.
Погинуо је као српски војник 1915. године, током Првог светског рата.

## Неимарско умеће Карла Кнола
Карло Кнол, у периоду од 1904. до 1912. године, изводио радове на великом броју грађевина различитих намена у Београду и Србији, од приватних породичних кућа и репрезентативних палата до модерних фабричких постројења. Истакао се нарочито у грађењу објеката у стилу сецесије.
Кнол се у свом раду специјализовао за сецесију и њене вијугаве линије, флоралне орнаменте, асиметричну конструкцију, витке прозоре, еркере који издужују зидно платно и незаобилазне женске маске оријенталне инспирације, што су све обележја европске сецесије. Својим радом допринео је модернизацији архитектонског мишљења и развоју грађанске културе Београда. Као пионир модерне градње у Србији уживао је велики углед међу колегама.

### Објекти које је зидао Карло Кнол
- Хотел Москва
- Зграда Прометне банке
- Кнолова породична кућа
- Зграда трговца Димитрија Милосављевића у улици Краља Петра,
- Фабрику белог рубља Сретена Божиновића[3]